# Hakuto-R M2
Hakuto-R M2 és una missió robòtica d'aterratge lunar llançada el 15 de gener de 2025 a les 06:11:39 UTC (1:11:39 AM EDT, hora local al lloc de llançament). Desenvolupat per ispace, l'aterratge lliurarà un nou micro rover fabricat per l'empresa, així com altres càrregues útils. Igual la que missió 1 de Hakuto-R, aquesta missió servirà com a demostració tecnològica, amb l'objectiu final de proporcionar serveis de transport i dades fiables a la Lluna. L'aterrador es diu Resilience.

## Rerefons
El projecte va començar a desenvolupar-se després de la Missió 1 de Hakuto-R el 2023. La missió té previst utilitzar el mateix disseny general amb actualitzacions de les dades de vol recollides a la missió 1.

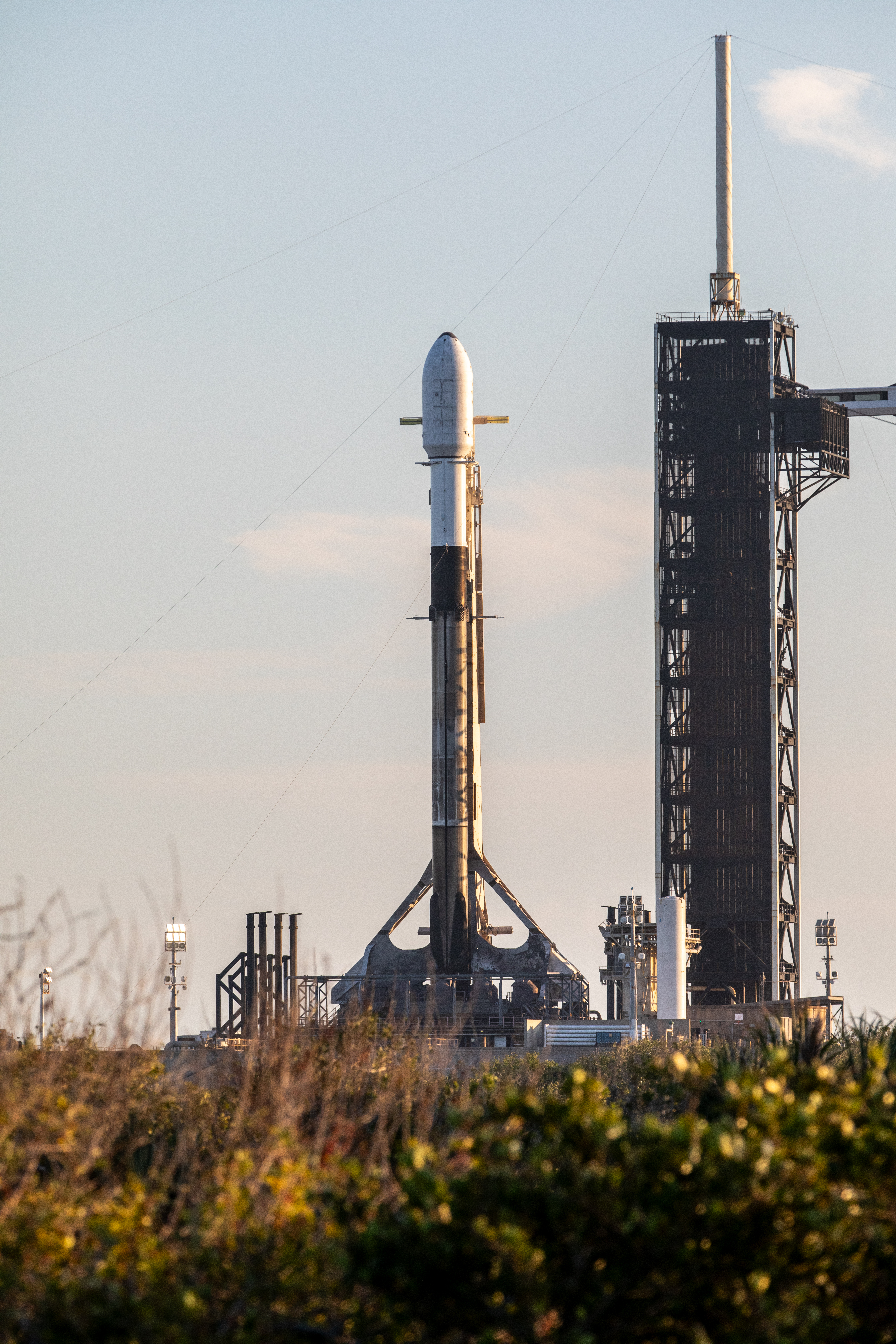
Coet Falcon 9 al Centre Espacial Kennedy poc abans del llançament de la Missió Blue Ghost 1 i la Missió Hakuto-R 2

## Especificacions de l'aterrador
L'aterratge Resilience tindrà una alçada 2.3 metres (7 ft 7 in)polzades  d'alçada, 2.3 metres (7 ft 7 in) d'ample i té un pes de 340 quilograms (750 lb). L'aterratge inclourà un micro rover previst per realitzar una demostració d'utilització de recursos in situ.

## Missió
La missió es va llançar el 15 de gener de 2025 a les 06:11:39 UTC (1:11:39 soc EDT, hora local al lloc de llançament) en un vehicle de llançament Falcon 9 Block 5.  El lander porta un disc de memòria desenvolupat per l'organització de la UNESCO, que conté 275 idiomes i altres artefactes culturals. L'aterratge va completar amb èxit les proves de buit el juny de 2024. L'agost de 2024 es va completar el rover que s'integrarà amb l'aterratge. El novembre de 2024, l'aterratge va arribar al lloc de llançament a Florida.
El lloc d'aterratge previst per a la missió és a Mare Frigoris, una ubicació que permet una comunicació de ràdio en línia de visió contínua des de la Terra.
La missió inclou un 5 kg (11 lb) rover anomenat TENACIOUS, dissenyat i fabricat a Luxemburg que explorarà l'àrea al voltant del lloc d'aterratge, després de ser baixat a la superfície lunar des de l'aterratge.
A més del rover, l'aterratge transportarà càrregues útils de Takasago Thermal Engineering Co., Euglena Co., National Central University i Bandai Namco Research Institute, Inc.